# Punto di fuga
Nella prospettiva il punto di fuga è un punto verso il quale le linee parallele sembrano convergere.
In particolare, il punto di fuga di una retta r è un punto {\displaystyle F_{r}} sul piano di proiezione, comune alle immagini prospettiche di ogni retta parallela a quella data.
Detto in altri termini, il punto di fuga di una retta è la proiezione del suo punto improprio (o punto a infinito, o direzione), determinata dalla posizione dell'occhio di chi guarda.
| Un punto di fuga                                                         | Due punti di fuga | Tre punti di fuga |
| Esempi di punti di fuga di rette parallele (in rosso, in verde o in blu) |                   |                   |

## Determinare il punto di fuga di una retta
La prima trattazione teorica del punto di fuga in prospettiva spetta a Leon Battista Alberti nel De Pictura. Egli indicò il punto di fuga come situato su una retta ideale che parte dall'occhio di chi osserva e cade perpendicolarmente su piano pittorico, cioè, nel caso di un dipinto, la sua superficie.

### Casi particolari
- Il punto di fuga di una data retta r parallela al piano di proiezione (o quadro) è un punto improprio, determinato come intersezione con il quadro di una retta proiettante e parallela ad r.
- il punto di fuga di una retta r perpendicolare al quadro è il punto principale O0, si ottiene come piede della perpendicolare al quadro condotta dal punto di vista. questo è il caso classico della prospettiva centrale (o frontale).
- il punto di fuga di una retta r formante un angolo di 45 con il quadro, è un punto che appartiene al cerchio di distanza.

## Fuga di un piano
Si può considerare anche la retta di fuga di un piano: questa contiene i punti di fuga di tutte le rette giacenti sul piano dato (o su piani paralleli al piano dato). Ad esempio, il punto di fuga di ogni retta orizzontale giace sulla linea dell'orizzonte.
La retta di fuga di un piano parallelo al piano di proiezione è la retta a infinito, passante per tutti i punti a infinito.
La retta di fuga di un piano non parallelo al piano di proiezione è l'intersezione tra il quest'ultimo ed il piano passante per il centro di proiezione e parallelo a quello dato.

## In arte
contribuisce alla creazione di uno spazio vero, ben organizzato, può essere centrale, ma non necessariamente. Il punto di fuga non è altro che un punto di focalizzazione nella prospettiva, che può essere centrale (la scuola d'Atene per esempio), accidentale o obliqua. Grazie al punto di fuga si presenta un'idea di profondità geometrica e idealizzata.